# 袴田吉彦
袴田 吉彦（はかまだ よしひこ、1973年7月16日 - ）は、日本の俳優である。静岡県浜松市出身。浜松市立有玉小学校、浜松市立積志中学校、静岡県立浜名高等学校卒業。
身長：180cm、体重：65kg。血液型：A型。妻は美容サロン経営者。元妻はタレントの河中あい。

## 所属事務所
スカイコーポレーション → LIFE BLING → プラチナムプロダクション

## 略歴
1991年、第4回「ジュノン・スーパーボーイ・コンテスト」でグランプリを受賞し、翌年、映画『二十才の微熱』で主役に抜擢されデビュー。
本業の俳優のかたわら、声優も務める。2000年公開のディズニー映画『ダイナソー』日本語吹き替え版で主人公アラダー役で声優初挑戦し、2002年7月20日公開のジブリ映画『猫の恩返し』でバロンを演じていたほか、CMではCGキャラクターアニメーションとの合成共演も担当している。
アサヒビールのスーパードライSPECIAL SITEのweb限定ムービー『RUNNER』ではアクションを披露。
アメリカのプロレス団体WWEの熱烈なファンでもある。特にお気に入りの選手は「地獄の墓堀人」ことアンダーテイカー。
芸能人女子フットサルチーム「chakuchaku J.b」の前監督である。芸能界ではフットサルプレイヤーとしても知られており、全日本フットサル選手権大会東京都予選やリーガ天竜（フットサルリーグ）などで、選手として試合に出場したこともある。また、2006年12月には芸能人女子フットサルチーム「TEAM SPAZIO」を結成し、監督に就任したが、チームは2008年4月で解散。
2008年1月、所属事務所をLIFE BLINGからプラチナムプロダクションへ移籍した。
2010年8月8日、タレントで元グラビアアイドルの河中あいと結婚。2011年2月18日には第1子となる女児が誕生するが、2017年5月に不倫疑惑が報道され、その後9月21日に河中と同月上旬に離婚したことを所属事務所を通じて発表した。その後、2017年大晦日に日本テレビ系列で放送された『笑ってはいけないアメリカンポリス24時』では不倫をネタにした仮装を披露し、バラエティに活躍の場を広げた。
2021年10月7日、日本テレビ系バラエティ番組『ダウンタウンDXDX 秋の2時間スペシャル『最強のプライベート情報！スターのスマホ一斉調査スペシャル！』に出演、番組内で同年9月に美容サロンを経営している女性と再婚したことを発表した。

## 出演

### テレビドラマ
- いつも心に太陽を（1994年、TBS） - 葵忍 役
- ボクたちのドラマシリーズ「時をかける少女」（1994年、フジテレビ） - 深町一夫 / ケン・ソゴル 役
- 月曜ドラマ・イン（テレビ朝日）
  - 青春の影（1994年） - 主演・天野直人 役
  - 東京大学物語（1994年） - 佐野義昭 役
  - スウィートデビル（1998年） - 高取佑一郎 役
- ドラマチックイヤーエンダー「恋の宝石箱（第2夜）・永遠に恋人同士でいる方法」（1994年12月27日、日本テレビ）
- エリアコードドラマ「雪の上で好きと言って」（1995年、新潟テレビ21）
- ジューン・ブライド（1995年、TBS） - 財場克彦 役
- 君は時のかなたへ（1995年9月18日、テレビ朝日） - 仁科順一 役
- 木曜の怪談 / 七瀬ふたたび（1995年 - 1996年、フジテレビ） - 恒夫 役
- 海がきこえる 〜アイがあるから〜（1995年12月25日、テレビ朝日） - 田坂浩一 役
- 世にも奇妙な物語（フジテレビ）
  - '96春の特別編「年功不序列」（1996年3月25日） - 小宮部長 役
  - 25周年スペシャル・春 〜人気マンガ家競演編〜「面」（2015年4月11日） - 岡本未来の父 役
- 奇跡のロマンス（1996年、日本テレビ） - 今野隼人 役
- 俺たちに気をつけろ。（1996年、日本テレビ） - 池場祐介 役
- 竜馬がゆく（1997年1月1日、TBS） - 久坂玄瑞 役
- ストーカー・誘う女（1997年、TBS） - 北川敦 役
- 踊る大捜査線 第8話「さらば愛しき刑事」（1997年2月25日、フジテレビ） - プロファイラー中央 役
- Dの遺伝子「200X年の結婚詐欺」（1997年4月14日、フジテレビ） - 主演
- いとしの未来ちゃん 第2話「青いパパイヤの香り」（1997年4月19日、テレビ朝日） - ヤスオ 役
- 最後の恋（1997年、TBS） - 佐田正一 役
- 白線流し 19の春（1997年8月8日、フジテレビ） - ？（名古屋医科大学病院の医師） 役
- 不機嫌な果実（1997年、TBS） - 横溝 役
- 天国に一番近い男シリーズ（TBS）
  - 天国に一番近い男 MONOカンパニー編（1999年） - 鮫島春樹 役
  - 天国に一番近い男 炎の命がけドラマスペシャル（1999年9月24日） - 鮫島春樹 役
  - さらば天国に一番近い男（2000年12月29日） - 鮫島春樹 役
  - 天国に一番近い男 教師編（2001年） - 丘秀樹 役
- Sweet Season（1998年、TBS） - 中鉢豊 役
- 略奪愛・アブない女（1998年、TBS） - 松岡哲也 役
- 月曜ドラマスペシャル（TBS）
  - 女借金取りがゆく! 新宿ホスト殺人事件（1998年11月2日） - 後藤健二 役 ※友情出演
  - 埋葬された愛（1998年11月9日）
- 天然少女萬（1999年、WOWOW）
- 隣人は秘かに笑う（1999年、日本テレビ） - 幸太郎 役
- 松本清張特別企画・顔（1999年、TBS） - 吉脇真 役
- 松本清張特別企画・危険な斜面（2000年、TBS） - 沼田仁一 役
- グッド★コンビネーション（2001年、NHK） - 西浦孝夫 役
- ぼくが地球を救う（2002年、TBS） - 三田慶一郎 役
- 恋を何年休んでますかスペシャル（2002年10月4日、TBS） - 栗原大介 役
- 新・夜逃げ屋本舗 第6話（2003年、日本テレビ） - 神崎幸夫 役
- ハコイリムスメ!（2003年、フジテレビ） - 高村一成 役
- ウルトラQ dark fantasy（2004年、テレビ東京） - 主演・坂本剛一 役
- 一番大切なデート〜東京の空・上海の夢（2004年、TBS） - 宗像由男 役
- 乱歩R 第3話「暗黒星」（2004年、日本テレビ） - 伊志田秀樹 役 ※友情出演
- 仔犬のワルツ（2004年、日本テレビ） - 宮西裕貴 役
- 上を向いて歩こう〜坂本九物語〜（2005年、テレビ東京） - 大島東 役
- 曲がり角の彼女（2005年、フジテレビ・関西テレビ） - 島村健一 役
- ほんとにあった怖い話「亡霊の棲む土地」（2005年3月7日、フジテレビ） - 主演
- 恋する日曜日セカンドシリーズ 第6話「誰より好きなのに」（2005年、BS-i） - 今井友則 役
- 医龍-Team Medical Dragon- 第4話（2006年、フジテレビ） - 沖秀之 役
- 7人の女弁護士 第6話「新宿No.1ホストの罠 ナース三角関係殺人」（2006年、テレビ朝日） - 結城智也 役
- なごや寿ロックンロール〜「グッモーエビアン!」より〜（2007年、東海テレビ） - 矢口豊（ヤグ） 役
- スシ王子!（2007年、テレビ朝日） - 鮫島竜太 役
- うつへの復讐 〜絶望からの復活〜（2007年、日本テレビ） - 高嶋政伸 役
- ジョシデカ!-女子刑事-（2007年、TBS） - 本田聡史 役
- 赤川次郎ミステリー4姉妹探偵団 第5話（2008年、朝日放送） - 佐久間高志 役
- 水曜ミステリー9（テレビ東京）
  - 「-第27回・横溝正史ミステリ大賞・テレビ東京賞受賞作品- 『誤算』」（2008年、テレビ東京） - 西山恵太 役
  - 「借王＜シャッキング＞〜華麗なる借金返済作戦〜」（2014年12月17日） - 浮田常男 役
  - 「事故調」（2015年4月1日） - 阿南聡 役
- 相棒（テレビ朝日）
  - 土曜ワイド劇場特別企画 「相棒 -劇場版- 公開記念スペシャル!すべてはここから始まった!コンビ誕生の瞬間」（2008年5月3日） - 小菅彬 役
  - season7 第8話「レベル4〜前篇」（2008年12月10日） - 小菅彬 役
  - season7 第9話「レベル4〜後篇」（2008年12月17日） - 小菅彬 役
  - season17 第11話「密着特命係24時」（2019年1月16日） - 立花和樹 役
- パズル 第8話（2008年、朝日放送） - 高嶺恭二 役
- ハチワンダイバー 第8話（2008年、フジテレビ） - 春日京介 役
- Tomorrow〜陽はまたのぼる〜 第5話（2008年8月3日、TBS） - 安達裕也 役
- 日本史サスペンス劇場『龍馬が愛した女たち』（2008年、日本テレビ） - 坂本龍馬 役
- 252 生存者あり episode.ZERO（2008年12月25日、日本テレビ） - 沢木 役
- Q.E.D. 証明終了 第7回（2009年2月19日、NHK） - 海賊(?)ジャック 役
- キイナ〜不可能犯罪捜査官〜 第8話（2009年3月11日、日本テレビ） - 桑島常男 役
- ラブシャッフル 第7話 - 第9話（2009年2月27日 - 3月13日、TBS） - 亀井五郎 役
- 空飛ぶタイヤ（2009年3月29日 - 4月26日、WOWOW） - 小牧重道 役
- NHKスペシャル「報道プロジェクト・あすの日本 “35歳”を救え」（2009年5月、NHK）
- 帝王（2009年7月10日 - 9月11日、毎日放送） - 清藤浩一 役
- 恋うたドラマSP 三日月 第2夜（2009年9月30日、TBS） - 橋本智之 役
- チーム・バチスタ第2弾 ナイチンゲールの沈黙（2009年10月9日、関西テレビ） - 三浦守 役
- 不毛地帯（2009年10月、フジテレビ） - 塙四郎 役
- おひとりさま 第1・8・9話（2009年10月 - 12月、TBS） - 長谷川省吾 役
- たったひとりの反乱「ヘドロの干潟をよみがえらせろ」（2009年12月8日、NHK） - 森田三郎 役
- ドラマW「第三のミス〜まず石を投げよ〜」（2009年12月13日、WOWOW）
- ドラマスペシャル「ジロチョー 清水の次郎長維新伝」（2010年1月13日、テレビ東京） - 関東綱五郎 役
- 君たちに明日はない 第3話（2010年1月30日、NHK） - 鳴沢健太郎 役
- 警視庁失踪人捜査課 第5話（2010年5月14日、朝日放送） - 堀辰巳 役
- 絶対零度〜未解決事件特命捜査〜 Last case 「悲しみを打砕く日」（2010年6月22日、フジテレビ） - 山口亮二 役
- GM〜踊れドクター 第8話（2010年9月5日、TBS） - 小島啓太 役
- FACE MAKER 第1話（2010年10月7日、読売テレビ） - 遠藤弘明 役
- 連続ドラマW マークスの山（2010年10月17日 - 11月14日、WOWOW） - 森義孝 役
- 黄金の豚-会計検査庁 特別調査課- 第6話（2010年11月24日、日本テレビ） - 栗田 役
- 江〜姫たちの戦国〜（2011年、NHK） - 豊臣秀長 役
- CONTROL〜犯罪心理捜査〜 第10話、第11話（2011年3月15日、22日、フジテレビ） - 山根勇 役
- 金曜プレステージ（フジテレビ）
  - 「監察医七浦小夜子・法医学者の事件プロファイル」（2011年4月22日） - 寺島虎郎 役
  - 「Dr.検事モロハシ」（2012年3月23日） - 竹原誠一 役
  - 「西村京太郎サスペンス 秋葉京介探偵事務所〜狙われた男〜」（2012年9月14日） - 大島俊夫 役
- 東野圭吾3週連続スペシャル「ブルータスの心臓」（2011年6月17日、フジテレビ） - 仁科直樹 役
- ビターシュガー（2011年10月18日 - 12月20日、NHK） - 岩本耕太朗 役
- 秘密諜報員 エリカ 第3話（2011年10月20日、読売テレビ） - 東原聡 役
- 謎解きはディナーのあとで 第6話（2011年11月22日、フジテレビ） - 藤倉雅彦 役
- 特別ドキュメンタリードラマ「3.11 その日、石巻で何が起きたのか〜6枚の壁新聞」（2012年3月6日、日本テレビ） - 秋山裕宏 役
- ドキュメンタリードラマ「優雅な生活が最高の復讐である 〜加藤和彦・安井かずみ最期の日々〜」（2012年3月25日、NHK BSプレミアム） - 加藤和彦 役
- 推定有罪（2012年3月25日 - 4月22日、WOWOW） - 前畑吾郎 役
- もう一度君に、プロポーズ 第5話 - 最終話（2012年5月18日 - 6月22日、TBS） - 崎野一哉 役
- 連続ドラマW マグマ 第1話 - 第4話（2012年6月10日 - 7月1日、WOWOW） - 大北則男 役
- ゴーストママ捜査線〜僕とママの不思議な100日〜 第1話（2012年7月7日、日本テレビ） - 板野守 役
- 死と彼女とぼく（2012年9月21日、テレビ朝日） - 大沢 役
- 結婚しない 第1話（2012年10月11日、フジテレビ） - 久保裕司 役
- 赤川次郎原作 毒<ポイズン> 第8話・第9話（2012年11月22日・29日、読売テレビ） - 植垣光太郎 役
- 積木くずし 最終章（2012年11月23日・24日、フジテレビ） - 黒沼善久 役
- dinner（2013年1月13日 - 3月24日、フジテレビ） - 夏野大樹 役
- 震える牛（2013年6月16日 - 7月14日、WOWOW） - ビズ・トゥデイ編集長 役
- ぶっせん（2013年7月16日 - 9月24日、TBS） - 雲信 役
- POWER GAME〜パワーゲーム〜（2013年8月10日 - 9月28日、NHK BSプレミアム） - 黒岩博 役
- 科学ドラマ大賞「ママはロボット〜未来ハ続クヨドコマデモ〜」（2013年10月19日、BSフジ） - 秋葉 役
- 都市伝説の女 Part2 第3話（2013年10月25日、テレビ朝日） - 成田公彦 役
- 夜のせんせい 第3話（2014年1月31日、TBS） - 胡桃たかし 役
- 三匹のおっさん〜正義の味方、参見!!〜 第4話（2014年2月7日、テレビ東京） - 菊池広 役
- 地の塩（2014年2月16日 - 3月9日、WOWOW） - 新谷博行 役
- 宮本武蔵（2014年3月15日・16日、テレビ朝日） - 木村助九郎 役
- マルホの女〜保険犯罪調査員〜 第1話（2014年4月11日、テレビ東京） - 設楽直樹 役
- 極悪がんぼ 第7話・第8話（2014年5月26日・6月2日、フジテレビ） - 吉良隼人 役
- SMOKING GUN〜決定的証拠〜 第4・8 - 最終話（2014年4月 - 6月、フジテレビ） - 藤春獏人 役
- 匿名探偵 最終話（2014年9月5日、テレビ朝日） - 柳井教授 役
- ラスト・ドクター〜監察医アキタの検死報告〜 第8話 - 最終話（2014年9月5日・12日、テレビ東京） - 福山真治 役
- ビンタ!〜弁護士事務員ミノワが愛で解決します〜 第1話（2014年10月2日、読売テレビ） - 酒井健一 役
- ライドライドライド（2014年9月24日、NHK BSプレミアム） - 遠山一也 役
- 素敵な選TAXI 第5話（2014年11月11日、関西テレビ） - 工藤 役
- ママとパパが生きる理由。（2014年11月20日 - 12月18日、TBS） - 相沢陽介 役
- 警部補・杉山真太郎〜吉祥寺署事件ファイル 第1話（2015年1月12日、TBS） - 苫米地拓 役
- 戦力外捜査官 SPECIAL（2015年3月21日、日本テレビ） - 秋葉浩 役
- テミスの求刑（2015年5月10日 - 31日、WOWOW） - 深町代言 役
- ある日、アヒルバス（2015年7月5日 - 8月23日、NHK BSプレミアム） - 小田切次郎 役
- 松本清張ミステリー時代劇 第8話「大山詣で」（2015年7月14日、BSジャパン） - 主演・兵助 役
- 花咲舞が黙ってない 第2シリーズ 第3話（2015年7月22日、日本テレビ） - 馬場浩一 役
- マジすか学園5（2015年8月25日 - 10月27日、日本テレビ *3話以降Hulu） - 義宗壮介 役
- 探偵の探偵 第10話（2015年9月10日、フジテレビ） - 黒川勇介 役
- 危篤スルー（2015年11月13日 - 12月4日、日本テレビ） - 真壁英樹 役
- 警視庁ゼロ係〜生活安全課なんでも相談室〜 第6話（2016年2月19日、テレビ東京） - 金村誠一 役
- 連続ドラマW メガバンク最終決戦（2016年2月14日 - 3月20日、WOWOW） - 君嶋 役
- スペシャリスト 第7話（2016年2月25日、テレビ朝日） - 山本茂文 役
- 桜坂近辺物語 第1夜「近辺1」（2016年3月7日、フジテレビ） - 火野孝介 役[10]
- マネーの天使〜あなたのお金、取り戻します!〜 最終話（2016年3月24日、読売テレビ） - 沢渡雄也 役
- ナイトヒーロー NAOTO 第4話（2016年5月7日、テレビ東京） - 西村和希 役
- 沈まぬ太陽（2016年5月8日 - 9月25日、WOWOW） - 畑辰造 役
- 受験のシンデレラ（2016年7月10日 - 8月28日、NHK BSプレミアム） - 小宮淳一 役
- CRAZY（2016年10月5日 - 12月21日、TOKYO MX） - 樫木征吾 役
- キャリア〜掟破りの警察署長〜 第8話（2016年11月27日、フジテレビ） - 藤本和樹 役
- 花嵐の剣士 〜幕末を生きた女剣士・中沢琴〜（2017年1月14日、NHK BSプレミアム） - 相馬要蔵 役
- 銭形警部（2017年2月10日、日本テレビ） - 設楽浩 役
  - 銭形警部 真紅の捜査ファイル（2017年2月10日 - 3月3日、Hulu）
  - 銭形警部 漆黒の犯罪ファイル（2017年2月19日 - 3月12日、WOWOW）
- 土曜ワイド劇場 「深層捜査」（2017年3月11日、テレビ朝日） - 吉岡信吾 役
- ファイナルファンタジーXIV 光のお父さん（2017年4月17日 - 5月29日、MBS） - 袴田貴弘 役
- 遺留捜査 第4シリーズ 第3話（2017年7月27日、テレビ朝日） - 梨田智也 役[11]
- ウチの夫は仕事ができない 第6話（2017年8月12日、日本テレビ） - 経理・合田 役
- 時代をつくった男 阿久悠物語（2017年8月26日、日本テレビ） - 飯塚ディレクター 役
- 水戸黄門 第1話・第2話、第6話、第9話・最終話（2017年10月4日・11日、11月8日、11月29日・12月6日、BS-TBS） - 柳沢吉保 役[12]
  - 水戸黄門（第2シリーズ） 第1話、第9話・最終話（2019年5月19日、7月28日・8月11日）
- 今からあなたを脅迫します 第2話 - 第5話（2017年10月29日 - 11月19日、日本テレビ） - 新戸部文夫 役
- 新宿セブン 第7話（2017年11月25日、テレビ東京） - 雷 役
- 鳴門秘帖（2018年4月20日 - 6月22日、NHK BSプレミアム） - お十夜孫兵衞（関谷孫兵衞） 役
- Missデビル 人事の悪魔・椿眞子 第7話（2018年5月26日、日本テレビ） - 甘露路慶治 役
- コンフィデンスマンJP 最終話（2018年6月11日、フジテレビ） - 海老河原幸吉 役
- 高嶺の花（2018年7月11日 - 9月12日、日本テレビ） - 田村幸平 役
- ブラックスキャンダル 第1話（2018年10月4日、読売テレビ） - 五色沼仁 役
- リーガルV〜元弁護士・小鳥遊翔子〜 第4話（2018年11月8日、テレビ朝日） - 峰島修一 役
- 深夜のダメ恋図鑑 第8話（2018年11月25日、朝日放送・テレビ朝日） - 葉木 役
- 節約ロック 第1話（2019年1月21日、日本テレビ） - 松本タカオの兄 役
- 必殺仕事人2019（2019年3月10日、朝日放送・テレビ朝日） - 金次郎 役
- トレース〜科捜研の男〜 第10話（2019年3月11日、フジテレビ） - 佐保優作 役
- ザンビ 第8話（2019年3月14日、日本テレビ） - 残美村の地主 役
- あなたの番です 第1話 - 第8話・第13話 - 最終話（2019年4月14日 - 6月2日・7月14日 - 9月8日、日本テレビ） - 久住譲 役 / 第5話・本人 役
  - 劇場版公開記念!「あなたの番です」完全新撮スペシャル!（2021年12月10日、日本テレビ） - 久住譲 役
- アカリとクズ（2019年7月6日、ABCテレビ） - 菅野宗一 役
- 貴族誕生 -PRINCE OF LEGEND-（2019年11月28日 - 12月26日、日本テレビ） - チャボ 役[13]
- 連続ドラマW 引き抜き屋 〜ヘッドハンターの流儀〜 最終話（2019年12月14日、WOWOW）
- DASADA（2020年1月16日 - 3月19日、日本テレビ） - 大田村ロッコス役
- 大江戸スチームパンク（2020年1月19日 - 3月22日、テレビ大阪） - 天草四郎 役[14]
- 家政夫のミタゾノ 第4シリーズ 第5話（2020年7月3日、テレビ朝日） - 秋本雄太 役
- メンズ校（2020年10月8日 - 12月24日、テレビ東京） - 鬼河原大吉 役[15]
- 最高のオバハン 中島ハルコ 第1話（2021年4月10日、東海テレビ） - 大貫研一 役
- 書類を男にしただけで（2020年10月11日、TBS） - 加藤秀人 役
- 演じ屋 第1話、第6話（2021年7月30日、9月3日、WOWOW） - 相澤俊彦 役
  - 演じ屋 Re:act（2024年5月24日 - 7月5日、WOWOW）[16]
- キン肉マン THE LOST LEGEND（2021年、WOWOWプライム）
- 真犯人フラグ 第9話・特別編（2021年12月12日・26日、日本テレビ） - 久住譲 役[17][18][19][20]
- 女王の法医学〜屍活師〜2（2022年3月21日、テレビ東京） - 瓜生淳 役[21]
- TOKYO VICE 第2話・第3話・第5話・第7話（2022年4月 - 、HBO Max・WOWOW） - カミヤマ 役
- 未来への10カウント 第2話 -（2022年4月21日 - 、テレビ朝日） - 今宮智明 役
- 競争の番人 最終話（2022年9月19日 - フジテレビ） - 大谷正和 役
- ダ・カーポしませんか? 第4話（2023年2月6日、テレビ東京） - 南郷智也 役
- それってパクリじゃないですか? 第2話（2023年4月19日、日本テレビ） - 落合良平 役
- 藤子・F・不二雄 SF短編ドラマ『箱舟はいっぱい』（2023年6月4日、NHK BSプレミアム・NHK BS4K） - 細川 役[22]
- 警視庁追跡捜査係-交錯-（2023年8月7日、テレビ東京） - 北村一雄 役[23]
- 不適切にもほどがある!（2024年1月26日 - 3月29日、TBS） - 喫茶店「すきゃんだる」のマスター 役[24][25]
  - 不適切にもほどがある! スペシャル（2026年春〈予定〉、TBS）[26]
- お迎え渋谷くん 第11話（2024年6月11日、関西テレビ） - 渋谷洋輔 役[27]
- しょせん他人事ですから 〜とある弁護士の本音の仕事 第6話・第7話（2024年8月30日・9月6日、テレビ東京） - 星川龍太郎 役[28]
- 嗤う淑女 最終話（2024年9月21日、東海テレビ・フジテレビ） - 宝来兼人 役[29]
- オクラ〜迷宮入り事件捜査〜 第4話・第5話（2024年10月29日・11月5日、フジテレビ） - フードの男 / 鴻上正宗 役[30]
- プライベートバンカー 第1話（2025年1月9日、テレビ朝日） - 東堂誠也 役[31]
- 告知事項あり。〜その事故物件で起きること〜（2025年3月7日・3月14日、フジテレビ） - 岩倉詠一 役[32]
- 記憶捜査SP3 新宿東署事件ファイル（2025年3月10日、テレビ東京）[33] - 矢部優介 役
- スティンガース 警視庁おとり捜査検証室 第1話（2025年7月22日、フジテレビ） - トクリュウのZ男 役[34]

### 配信ドラマ
- 親父の仕事は裏稼業（2012年8月20日配信、BeeTV） - 松田清一 役[35]
- 警部補 矢部謙三〜人工知能VS人工頭毛（ずもう）〜（2017年3月7日 - 4月4日、ビデオパス・テレ朝動画） - ディープ・マナブ 役
- ROAD TO EDEN（2017年10月26日 - 12月14日、フジテレビオンデマンド、2018年1月18日 - 3月8日、フジテレビ） - ドードー 役
- 配信ボーイ 〜ボクがYouTuberになった理由〜（2018年3月24日 - 3月30日、dTV） - 父ちゃん 役[36]
- 最後のねがいごと（2018年12月20日配信、ボンボンTV）
- アカリとクズ（2019年6月7日 - 6月28日・7月5日（完全版）、GYAO!・TVer） - 菅野宗一 役
- 君と世界が終わる日に Season5（2024年2月9日 - 、Hulu） - 富岡美津夫 役[37]
- 僕の愛しい妖怪ガールフレンド（2024年3月22日、Amazon Prime Video）[38]
- プロ彼女の条件 芸能人と結婚したい女たち（2024年4月23日・10月、BUMP） - 栗田清隆 役[39][40]
  - プロ彼女の条件 芸能人と結婚したい女たち シーズン3（2025年8月6日配信予定、BUMP）[41]
- 告知事項あり。〜その事故物件で起きること〜 オリジナルストーリー「204号室」（2025年3月8日・15日、 TVer） - 岩倉詠一 役[42]
- 死ぬほど愛して（2025年3月27日 - 、ABEMA SPECIAL） - 池田 役[43][44]

### 映画
- 二十才の微熱（1993年） - 主演・島森樹 役 ※俳優デビュー作　第48回毎日映画コンクールスポニチグランプリ新人賞
- 800 TWO LAP RUNNERS（1994年） - 相原 役
- 愛の新世界（1994年） - ホスト 役
- 白鳥麗子でございます!（1995年） - かっこいい医師 役
- 君を忘れない（1995年） - 早川乙彦 役
- 渚のシンドバッド（1995年） - 藤田先生 役
- ガメラ 大怪獣空中決戦（1995年） - 道弥 役
- 大失恋。（1995年） - 瀬川 役
- わが心の銀河鉄道 宮沢賢治物語（1996年） - 藤原嘉藤治 役
- ときめきメモリアル（1997年） - 柏木 役
- 渇きの街（1997年） - 主演・川本高志 役
- お墓がない!（1998年、松竹） - 川嶋一平 役
- ショムニ（1998年） - 謎の絵描き 役
- ドリームメーカー（1999年） - 小森敏和 役
- ガメラ3 邪神覚醒（1999年）
- ひまわり（2000年） - 主演・紺野輝明 役
- 銀の男 六本木伝説（2001年） - 主演・赤石俊也 役
- Quartet カルテット（2001年） - 主演・相葉明夫 役
- 木更津キャッツアイ 日本シリーズ（2003年） - メイクアップアーティスト 役
- HEAT 灼熱（2003年） - 伊丹 役
- eiko<エイコ>（2003年） - 川端信司 役
- 偶然にも最悪な少年（2003年） - レコード屋の店員 役
- ゼブラーマン（2004年） - スーパー店員 役
- ムーンライト・ジェリーフィッシュ（2004年） - 三木忠 役
- 明日の記憶（2006年） - 安藤俊彦 役
- ラブサイコ 妖赤のホラー 二人の女（2006年）
- WARU（2006年） - 源氏 役
- 蒼き狼 〜地果て海尽きるまで〜（2007年） - ハサル 役
- 0からの風（2007年） - 野崎順一 役
- Life 天国で君に逢えたら（2007年） - 篠田 役
- ミッドナイト・イーグル（2007年） - 冬木利光（内閣危機管理鑑） 役
- TWILIGHT FILE VI「Quarter」（2009年） - 佐伯周太郎 役
- ごくせん THE MOVIE（2009年） - 寺田雅也 役
- わたし出すわ（2009年） - 天草大二郎 役
- 静かなるドン 新章（2009年） - 主演・近藤静也 役
- 泣きたいときのクスリ（2009年） - 竹野 役
- 湾岸ミッドナイト THE MOVIE（2009年） - イシダヨシアキ 役
- 書道ガールズ 青い青い空（2010年） - 袴田先生 役
- 聯合艦隊司令長官 山本五十六（2011年） - 秋山裕作 役[45]
- Another（2012年） - 千曳辰治 役
- 利休にたずねよ（2013年） - 細川忠興 役
- 呪怨 終わりの始まり（2014年） - 竹田京介 役
- 呪怨 -ザ・ファイナル-（2015年） - 竹田京介 役
- 太陽の蓋（2016年） - 坂下 役
- 劇場版 新・ミナミの帝王 THE KING OF MINAMI（2017年） - 経営コンサルタント 薮田洋之助（地上げ屋）
- 風の色（2018年） - 渡辺清文 役[46]
- RYOMA 空白の三か月（2018年） - 上野金兵衛 役
- 空母いぶき（2019年） - 大村正則 役[47]
- 夏の夜空と秋の夕日と冬の朝と春の風 「冬のふわふわ」（2019年） - 主人公（菊池綾子）の叔父・修二 役
- 貴族降臨 -PRINCE OF LEGEND-（2020年） - チャボ 役[48]
- あなたの番です 劇場版（2021年） - 久住譲 役[49]
- お終活 熟春!人生、百年時代の過ごし方（2021年5月21日、イオンエンターテイメント）　-　大原英男 役
- あの人が消えた（2024年） - 沼田隆 役[50][51]

### アニメ映画
- ダイナソー（2000年、ディズニー） - 主人公・アラダー  役
- 猫の恩返し（2002年、スタジオジブリ） - バロン[52]/フンベルト・フォン・ジッキンゲン 役

### オリジナルビデオ
- むこうぶちシリーズ - 主演・傀 役
  - むこうぶち 高レート裏麻雀列伝（2007年）
  - むこうぶち2 高レート裏麻雀列伝 鬼の棲む荒野（2007年）
  - むこうぶち3 高レート裏麻雀列伝 裏プロ（2008年）
  - むこうぶち4 高レート裏麻雀列伝 雀荘殺し（2008年）
  - むこうぶち5 高レート裏麻雀列伝 氷の男（2008年）
  - むこうぶち6 高レート裏麻雀列伝 女衒打ち（2009年）
  - むこうぶち7 高レート裏麻雀列伝 筋殺し（2009年）
  - むこうぶち8 高レート裏麻雀列伝 邪眼（2010年）
  - むこうぶち9 高レート裏麻雀列伝 麻将（2012年）
  - むこうぶち10 高レート裏麻雀列伝 裏ドラ（2012年）
  - むこうぶち11 高レート裏麻雀列伝 鉄砲玉（2014年）
  - むこうぶち12 高レート裏麻雀列伝 付け馬（2015年）
  - むこうぶち13 高レート裏麻雀列伝 壺（2017年）
  - むこうぶち14 高レート裏麻雀列伝 相方（2017年）
  - むこうぶち15 高レート裏麻雀列伝 麻雀の神様（2018年）
  - むこうぶち16 高レート裏麻雀列伝 無邪気（2019年）
- 静かなるドン 新章（2011年） -  主演・近藤静也 役 
  - 静かなるドン 新章 Vol.3 頂上決戦!!鮮血の大阪抗争編 ※Vol.1と Vol.2は映画版のDVD化。
  - 静かなるドン 新章 Vol.4 絶体絶命!!怒りの五代目姐編

### 舞台
- 相対的浮世絵（2010年） - 岬智朗 役
- Home,I'mDarling〜愛しのマイホーム〜（2021年） - マーカス 役

### ラジオ
- 袴田吉彦のMOBILER'S STATION（2000年 - 2001年、毎日放送ラジオ）
- 東貴博のヤンピース　BITTER SWEET CAFE 「婚姻届はまだですか」（2007年10月29日 - 11月1日、ニッポン放送）
- 泣きたいときのクスリ2008　第2週「竹野くんの話」（2008年11月10日 - 13日、TOKYO FM） - 竹野くん 役[53]
- FMシアター「憂鬱な女神」（2009年7月18日、NHK-FM）[54]
- SOUNDS OF STORY〜ASADA JIRO LIBRARY〜　「ファイナル・ラック」（2013年1月12日、J-WAVE）[55]
- 劇ラヂ！ライブ2015「あさはかな魂よ、慈悲の雨となれ」（2015年11月1日、NHKラジオ第１）[56]

### バラエティ
- ダウンタウンDX
- 人気者でいこう!
- 文學ト云フ事
- 週末の怪人 -セントマーチンの夏-
- 学校では教えてくれないこと!!
- run for money 逃走中
- ホテル・ノスタルジア（語り）
- WWE新春スペシャル 芸能人WWEサポーターズ
- 主演 さまぁ〜ず 〜設定 美容室〜
- 歴史秘話ヒストリア「今こそ夫婦のチカラ! 〜明治最強カップル 与謝野晶子と与謝野鉄幹〜」（与謝野鉄幹役）
- アスリートの魂（語り）
- 痛快TV スカッとジャパン
- 絶対に笑ってはいけないアメリカンポリス24時! - アパ不倫の容疑者→不倫仮面 役（仕掛け人として）

### ウェブバラエティ
- 【全日本○○グラドルコンテスト】アビリティ（2018年11月4日 - 、AbemaTV） - 特別大会運営委員

### プロモーションビデオ
- ポルノグラフィティ ジョバイロ（PV出演）
- SKE48 JYURI-JYURI BABY（PV出演）

### CM
- 東芝リビング商品（1993年）
- CROWN CREATIVE DEP'T イメージキャラクター（1995年）
- 花王「サクセス クイックスタイリング・シェービングジェル」（1996年 - 1997年）「リーゼ」（1997年）
- JH（日本道路公団） 「中央道集中工事」（1996年）
- 明治乳業「カフェレシオ」（1997年）
- デジタルツーカー九州
- 第一生命「わんつーらぶ凸（DECO）」
- キリンビール「キリン ラガービール」（2000年）
- LION「エチケット ライオン」（2000年）
- NTTコミュニケーションズ「マイライン（御祝儀袋篇）・（部長のおごり篇）」（2001年）
- LION 「エチケットダブルカプセル」
- ビックカメラ 「CMクイズ」
- LION 「エチケット すっきりブレイク」
- ハウス食品 「カレーキャンペーン」「スナックキャンペーン」（バロンの声）
- 中外製薬「グロンサンG」（2003年）
- 江崎グリコ「キスミント」
- 朝日生命
- JR東日本・トレン太くん（2005年）
- 昭和ドライバーズカレッジ（ナレーション）

## 音楽活動

### シングル
- 本トの気持ち（1999年5月12日 AMDN-6294） - 『人気者でいこう!』の「連帯責任CDデビュー」企画

### アルバム
- ラスベガス・ファーストクラスの旅（1999年8月18日 AMCN-4448） 浜田雅功・内藤剛志・袴田吉彦